# Del inconveniente de haber nacido
Del inconveniente de haber nacido es un libro del escritor Émile Cioran publicado originalmente por Ediciones Gallimard en 1973. La edición en castellano se publica en España con traducción de Esther Seligson en 1981.

## Reseña
Del inconveniente de haber nacido es un libro de aforismos antinatalistas sobre el nacimiento, la nada, la muerte, la reencarnación.
El pensamiento de Cioran no es fácil de reducir, de trasladar en palabras, su lectura se convierte en una experiencia personal. De él dicen algunos críticos que no es un verdadero filósofo, tal vez encaje mejor su trabajo en la definición de ensayista. Aunque en el prefacio al Ensayo sobre Cioran de Fernando Savater, se refiere a un mendigo que le hacía preguntas sobre Dios, sobre la materia, como el mayor filósofo de París. Savater, en su libro, subraya lo fácil que es citar a Cioran, diciendo que es más fácil citarlo que intentar resumirlo:
- La única, la verdadera mala suerte: nacer.
- No me perdono el haber nacido. Es como si, al insinuarme en este mundo, hubiese profanado un misterio, cometido una falta de gravedad sin nombre.
- No haber nacido, de sólo pensarlo, ¡qué felicidad, qué libertad, qué espacio!